# Henricia retecta
Henricia retecta is een zeester uit de familie Echinasteridae.
De wetenschappelijke naam van de soort werd in 1976 gepubliceerd door Ailsa McGown Clark & Jane Courtman-Stock.